# Marie Fegue
Marie Josèphe Fegue (Yaundé, Camerún, 28 de mayo de 1991) es una deportista francesa que compite en halterofilia. Ganó dos medallas de oro en el Campeonato Europeo de Halterofilia, en los años 2022 y 2023, en la categoría de 76 kg.

## Palmarés internacional
| Campeonato Europeo | Campeonato Europeo | Campeonato Europeo | Campeonato Europeo |
| Año                | Lugar              | Medalla            | Categoría          |
| ------------------ | ------------------ | ------------------ | ------------------ |
| 2022               | Tirana (Albania)   | Medalla de oro     | 76 kg              |
| 2023               | Ereván (Armenia)   | Medalla de oro     | 76 kg              |